# Psychomyia armitagei
Psychomyia armitagei är en nattsländeart som beskrevs av Schmid 1997. Psychomyia armitagei ingår i släktet Psychomyia och familjen tunnelnattsländor. Inga underarter finns listade i Catalogue of Life.